# Język mbo
Język mbo − język z rodziny bantu, używany w Kamerunie. W 1982 roku liczba mówiących wynosiła ok. 70 tysięcy.